# Прихована робота
«Прихована робота» — радянський художній фільм 1979 року, знятий режисером Михайлом Бєліковим на Кіностудії ім. О. Довженка.

## Сюжет
За мотивами однойменної повісті Гарія Немченка. Едік Агафонов, начальник дільниці бетонників на будівництві великого заводу, при достроковій здачі об'єкту увійшов у конфлікт із куратором, який вимагав вищої якості роботи. Обійти та схитрувати Едіку не вдалося. Але коли будівництво добігло кінця, Едік упіймав себе на тому, що вперше відчув радість від якісної роботи.

## У ролях
- Георгій Малявський — Едік Агафонов
- Олександр Ануров — Травушкін
- Тетяна Козлова — Люба
- Ніна Івашова — Мирослава
- Юрій Мажуга — Всеславський
- Анатолій Переверзєв — Безотказний
- Борис Сабуров — старий
- Василь Фущич — Жупіков
- В. Вечерко — епізод
- Давид Бабаєв — епізод
- Н. Гурінова — епізод
- Микола Гузевський — епізод
- І. Кошман — епізод
- Лев Колесник — епізод
- Віктор Коваль — епізод
- Микола Крамар — епізод
- Віктор Осадчий — епізод
- Віктор Панченко — епізод
- Л. Прохоренко — епізод
- Ада Волошина — епізод
- М. Скороход — епізод
- Євген Стежко — керуючий Будтресту
- Л. Матвєєва — епізод
- В. Митрофанов — епізод
- Олександр Циганков — епізод
- Михайло Шевцов — епізод
- Н. Шаров — епізод

## Знімальна група
- Режисер — Михайло Бєліков
- Сценарист — Гарій Немченко
- Оператор — Ігор Бєляков
- Композитор — Валентин Сильвестров
- Художник — Петро Слабинський